# Muntanyes Altun
Les muntanyes Altun o Altyn-Tagh, Astyn-Tagh, Aerjin Shan (en xinès: 阿尔金山; Altyn Tag significa 'muntanya d'or' en llengua túrquica; Shan vol dir 'muntanya' en xinès) són una part de la serralada al sud de Lop Nor. Aquestes muntanyes són al nord-oest de la Xina separant la conca del Tarim de l'altiplà tibetà. La tercera part occidental és part de Xinjiang mentre que les parts orientals formen part de la frontera entre Qinghai al sud i Xinjiang i Gansu al nord. Les muntanyes Altun són el lloc més al nord on viu la pantera de les neus. Altun Shan també és el nom d'una muntanya de 5.830 metres, situada a l'est, que forma part de la serralada.
A l'oest hi ha les muntanyes Kunlun. A l'oest, aquesta serralada separa del desert Kumtagh i el desert de Gobi. Hi ha un gran nombre de conques endorreiques; els dos llacs principals són salins protegits per una reserva nacional.
Al nord, hi passava la ruta de la Seda. Al sud hi ha els cims més alts.
Els sis cims més alts són: Ak Tag (6.748 m), Sulamutag Feng (6.245 m), Yusupu Aleketag Shan (6.065 m), Altun Shan (5.830 m), Muzluktag (5.766 m) i Kogantag (4.800 m).